# Tillandsia correalei
Tillandsia correalei är en gräsväxtart som beskrevs av Hans Edmund Luther. Tillandsia correalei ingår i släktet Tillandsia och familjen Bromeliaceae. Inga underarter finns listade i Catalogue of Life.